# وزارة العدل (سوريا)
وزارة العدل هي الوزارة المسؤولة في الجمهورية العربية السورية عن أمور السلطة القضائية. يقع مقر الوزارة في قصر العدل الجديد على اتستراد المزة في العاصمة دمشق.

## مبادئ الإدارة في الوزارة
تعمل الوزارة على قيادة العمل، وإدارته، وتحقيق الأهداف التي أحدثت من أجلها، وفقاً لأحكام القوانين النافذة، ولأحكام هذا النظام، مستفيدةً من تجارب الدول الأخرى، ومستخدمةً أفضل الطرق العلمية، والعملية، وتعمل استناداً إلى المبادئ الآتية:
1- أن يكون الرئيس الإداري قدوة لمرؤوسيه.
2- تنمية روح التعاون، والانضباط، والالتزام، والتنسيق، والتفاعل مع العمل.
3- تنمية العلاقات الديمقراطية، وزيادة فعالية العاملين، ومشاركتهم في تحقيق أهداف الوزارة.
4- الاهتمام بالجانب الإنساني في نطاق العمل.
5- الاهتمام بالسلامة المهنية، وإجراء ما يلزم لضمان سلامة العمل، والمهنة،
ومتابعة الإجراءات.
6- الاهتمام بالشؤون الاجتماعية والصحية للعاملين، وإجراء ما يلزم لحفظ حقوقهم التأمينية، ورعايتهم الصحية.
7- تنمية الشعور لدى العاملين بالانتماء إلى الوزارة.
8- سيادة علاقات المساواة، والعدالة، وتحقيق تكافؤ الفرص بين الجميع.
9- وضع العاملين في وظائف تناسب اختصاص كلٍ منهم، وكفاءته، ومؤهلاته، وخبراته، وتجاربه.
10- استخدام المكافآت المادية والمعنوية التشجيعية، كأداةٍ لحثّ العاملين لبذل المزيد من الجهد، والعطاء، والإبداع.
11- استخدام أسلوب التخطيط العلمي، والبرمجة، واستنباط الأولويات في تنفيذ العمل.
12- حماية مصالح الوزارة المادية والمعنوية، وإقامة وتنظيم وتنسيق علاقات طيبة مع المجتمع، وسلطات الدولة، والجهات العامة، والمنظمات الشعبية، ووسائل الإعلام.
13- المتابعة، ومراقبة التنفيذ، والمساءلة، والمكافأة، دون تمييز في المعاملة.
14- العمل على أتمتة العمل الإداري في الوزارة، وفقاً لأحدث الأساليب العلمية.

## الهيكل الإداري للوزارة
يتكوّن الهيكل الإداري للوزارة حسب المادة 11 من النظام الداخلي للوزارة من:
1- الإدارة المركزية، والإدارات، والمديريات، والدوائر، والأقسام والمكاتب التابعة لها، أو للوزير، أو معاون الوزير.
2- مؤسسة الطب الشرعي.
3- المعاهد، والهيئات، والمؤسسات التي تُحدث في الوزارة.
يتبع الإدارة المركزية حسب المادة 11 من:
1- معاونو الوزير.
2- مكاتب الوزير.
3- مديرية المكتب الإداري.
4- مديرية العلاقات العامة.
5- مديرية المعلوماتية.
6- مديرية الآليات.
7- مديرية الشؤون المالية.
8- مديرية الهندسة والخدمات.
9- مديرية الجاهزية.
10- مديرية الموارد البشرية.
11- مديرية التخطيط والتعاون الدولي.

## قائمة الوزراء
| الاسم                                       | فترة الولاية         | فترة الولاية         | الحكومة |
| مدير العدلية                                | مدير العدلية         | مدير العدلية         | مدير العدلية |
| ------------------------------------------- | -------------------- | -------------------- | --- |
| إسكندر عمون                                 | 30 أيلول 1918        | 26 كانون الثاني 1920 | |
| محمد جلال الدين زهدي (وكيلاً لوزارةالحقانية) | 9 آذار 1920          | 3 أيـار 1920         | |
| محمد جلال الدين زهدي وزيراً للعدلية          | 3 أيـار 1920         | 21 آب 1920           | |
| بديع مؤيد العظم                             | 6 أيلـول 1920        | 30 تشرين الثاني 1920 | |
| بديع مؤيد العظم مديراً للعدلية العامـة       | 1 كانون الأول 1920   | 28 حزيران 1922       | |
| محمد عطا الأيوبي                            | 28 حزيران 1922       | 21 كانون الأول 1924  | |
| محمد عطا الأيوبي وزيراً للعدلية              | 21 كانون الأول 1924  | 21 كانون الأول 1925  | |
| يوسف الحكيم                                 | 4 أيـار 1926         | 8 شباط 1928          | |
| صبحي النيال                                 | 15 شباط 1928         | 19 تشرين الثاني 1931 | |
| شاكر الحنبلي                                | 19 تشرين الثاني 1931 | 11 حزيران 1932       | |
| مظهر رسلان                                  | 15 حزيران 1932       | 3 أيار 1933          | |
| سليمان بن محمد الجوخدار                     | 3 أيار 1933          | 17 آذار 1934         | |
| محمد عطا الأيوبي                            | 17 آذار 1934         | 23 شباط 1936         | |
| سعيد الغزي                                  | 23 شباط 1936         | 21 كانون الأول 1936  | |
| عبد الرحمن الكيالي                          | 21 كانون الأول 1936  | 23 شباط 1939         | |
| نسيب البكري                                 | 23 شباط 1939         | 5 نيسـان 1939        | |
| خالد العظم                                  | 5 نيسـان 1939        | 15 أيـار 1939        | |
| خليل رفعت ( مديراً عاماً للعدلية)             | 8 تموز 1939          | 1 نيسان 1941         | |
| صفوت قاطر آغاسي ( وزيراً للعدلية)            | 5 نيسـان 1941        | 12 أيلـول 1941       | |
| زكي الخطيب                                  | 20 أيلـول 1941       | 17 نيسان 1942        | |
| راغب الكيخيا                                | 18 نيسان 1942        | 8 كانون الثاني 1943  | |
| منير العباس (وكالة)                         | 8 كانون الثاني 1943  | 25 آذار 1943         | |
| فيضي الأتاسي (وزير دولة للعدلية)            | 25 آذار 1943         | 19 آب 1943           | |
| وزير العدل                                  |                      |                      | |
| عبد الرحمن الكيالي                          | 19 آب 1943           | 5 نيسـان 1945        | |
| سعيد الغزي                                  | 7 نيسان 1945         | 23 آب 1945           | |
| صبري العسلي                                 | 26 آب 1945           | 25 نيسان 1946        | |
| خالد العظم                                  | 26 نيسان 1946        | 27 كانون الأول 1946  | |
| عدنان الأتاسي                               | 28 كانون الأول 1946  | 2 تشرين الأول 1947   | |
| أحمد الرفاعي                                | 6 تشرين الأول 1947   | 19 آب 1948           | |
| سعيد الغزي                                  | 23 آب 1948           | 2 كانون الأول 1948   | |
| أحمد الرفاعي                                | 16 كانون الأول 1948  | 29 آذار 1949         | |
| أسعد الكوراني                               | 16 نيسـان 1949       | 26 حزيران 1949       | |
| مصطفى الشهابي                               | 26 حزيران 1949       | 14 آب 1949           | |
| سامي كبارة                                  | 14 آب 1949           | 14 كانون الأول 1949  | |
| زكي الخطيب                                  | 24 كانون الأول 1949  | 27 كانون الأول 1949  | |
| فيضي الأتاسي                                | 27 كانون الأول 1949  | 4 حزيران 1950        | |
| زكي الخطيب                                  | 4 حزيران 1950        | 27 آذار 1951         | |
| عبد الباقي نظام الدين                       | 27 آذار 1951         | 9 آب 1951            | |
| عبد العزيز حسن                              | 9 آب 1951            | 28 تشرين الثاني 1951 | |
| منير العجلاني                               | 28 تشرين الثاني 1951 | 1 كانون الأول 1951   | |
| منير غنام                                   | 9 حزيران 1952        | 11 تموز 1953         | |
| أسعد محاسن                                  | 19 تموز 1953         | 1 آذار 1954          | |
| عزت الصقال                                  | 1 آذار 1954          | 19 حزيران 1954       | |
| أسعد الكوراني                               | 19 حزيران 1954       | 29 تشرين الأول 1954  | |
| علي بوظو                                    | 29 تشرين الأول 1954  | 13 شباط 1955         | |
| مأمون الكزبري                               | 13 شباط 1955         | 13 أيلول 1955        | |
| منير العجلاني                               | 13 أيلول 1955        | 14 حزيران 1956       | |
| مصطفى الزرقا                                | 14 حزيران 1956       | 31 كانون الأول 1956  | |
| مأمون الكزبري                               | 31 كانون الأول 1956  | 6 آذار 1958          | حكومة صبري العسلي الرابعة                                                                                                   |
| عبد الوهاب حومد (الإقليم الشمالي)           | 6 آذار 1958          | 7 تشرين الأول 1958   | حكومة جمال عبد الناصر الرابعة                                                                                               |
| أكرم الحوراني (الحكومة المركزية)            | 7 تشرين الأول 1958   | 30 كانون الأول 1959  | حكومة جمال عبد الناصر الخامسة                                                                                               |
| فاخر الكيالي (الحكومة المركزية)             | 20 أيلول 1960        | 16 آب 1961           | حكومة جمال عبد الناصر الخامسة                                                                                               |
| نهاد القاسم (الإقليم الشمالي)               | 7 تشرين الأول 1958   | 16 آب 1961           | حكومة جمال عبد الناصر الخامسة                                                                                               |
| نهاد القاسم                                 | 16 آب 1961           | 10 تشرين الأول 1961  | حكومة جمال عبد الناصر السادسة                                                                                               |
| زكريا محي الدين                             | 10 تشرين الأول 1961  | 18 تشرين الأول 1961  | حكومة جمال عبد الناصر السادسة                                                                                               |
| أحمد سلطان                                  | 20 تشرين الثاني 1961 | 22 كانون الأول 1961  | حكومة عزت النص |
| مصطفى الزرقا                                | 22 كانون الأول 1961  | 27 آذار 1962         | حكومة معروف الدواليبي الثانية                                                                                               |
| رشيد حميدان                                 | 16 نيسان 1962        | 17 أيلـول 1962       | حكومة بشير العظمة |
| أسعد الكوراني                               | 17 أيلـول 1962       | 8 آذار 1963          | حكومة خالد العظم الخامسة |
| نهاد القاسم                                 | 9 آذار 1963          | 11 أيـار 1963        | حكومة صلاح الدين البيطار الأولى                                                                                             |
| مظهر الشربجي                                | 13 أيـار 1963        | 4 آب 1963            | حكومة صلاح الدين البيطار الثانية                                                                                            |
| مظهر العنبري                                | 4 آب 1963            | 3 تشرين الأول 1964   | حكومة صلاح الدين البيطار الثالثة حكومة أمين الحافظ الأولى حكومة صلاح الدين البيطار الرابعة                                  |
| حسين مهنا                                   | 3 تشرين الأول 1964   | 27 كانون الأول 1965  | حكومة أمين الحافظ الثانية حكومة يوسف زعين الأولى                                                                            |
| محمد الفاضل                                 | 1 كانون الثاني 1966  | 23 شباط 1966         | حكومة صلاح الدين البيطار الخامسة                                                                                            |
| عبد السلام حيدر                             | 1 آذار 1966          | 16 تشرين الأول 1966  | حكومة يوسف زعين الثانية |
| فتح الله علوش                               | 16 تشرين الأول 1966  | 28 أيلول 1967        | حكومة يوسف زعين الثانية |
| إحسان السبيناتي                             | 28 أيلول 1967        | 28 تشرين الأول 1968  | حكومة يوسف زعين الثانية |
| إبراهيم حمزاوي                              | 29 تشرين الأول 1968  | 21 تشرين الثاني 1970 | حكومة نور الدين الأتاسي |
| أديب النحوي                                 | 21 تشرين الثاني 1970 | 14 كانون الثاني 1980 | حكومة حافظ الأسد حكومة عبد الرحمن خليفاوي الأولى حكومة محمود الأيوبي حكومة عبد الرحمن خليفاوي الثانية حكومة محمد علي الحلبي |
| خالد المالكي                                | 14 كانون الثاني 1980 | 7 نيسان 1985         | حكومة عبد الرؤوف الكسم الأولى حكومة عبد الرؤوف الكسم الثانية                                                                |
| شعبان شاهين                                 | 8 نيسان 1985         | 1 تشرين الثاني 1987  | حكومة عبد الرؤوف الكسم الثالثة                                                                                              |
| خالد الأنصاري                               | 1 تشرين الثاني 1987  | 29 حزيران 1992       | حكومة محمود الزعبي الأولى                                                                                                   |
| عبد الله طلبه                               | 29 حزيران 1992       | 13 آذار 2000         | حكومة محمود الزعبي الثانية                                                                                                  |
| محمد نبيل الخطيب                            | 13 آذار 2000         | 18 أيلول 2003        | حكومة مصطفى ميرو الثانية |
| نزار العسسي                                 | 18 أيلول 2003        | 4 تشرين الأول 2004   | حكومة محمد ناجي العطري |
| محمد الغفري                                 | 4 تشرين الأول 2004   | 23 نيسان 2009        | حكومة محمد ناجي العطري |
| أحمد حمود يونس                              | 23 نيسان 2009        | 14 نيسان 2011        | حكومة محمد ناجي العطري |
| تيسير قلا عواد                              | 14 نيسان 2011        | 23 حزيران 2012       | حكومة عادل سفر |
| رضوان حبيب                                  | 23 حزيران 2012       | 16 آب 2012           | حكومة رياض حجاب حكومة وائل الحلقي الأولى                                                                                    |
| نجم حمد الأحمد                              | 16 آب 2012           | 29 آذار 2017         | حكومة وائل الحلقي الأولى حكومة وائل الحلقي الثانية حكومة عماد خميس                                                          |
| هشام محمد ممدوح الشعار                      | 29 آذار 2017         | 30 آب 2020           | حكومة عماد خميس |
| أحمد السيد                                  | 30 آب 2020           | 10 كانون الأول 2024  | حكومة حسين عرنوس الأولى حكومة حسين عرنوس الثانية حكومة محمد غازي الجلالي                                                    |
| شادي الويسي                                 | 10كانون الاول 2024   | 29 آذار 2025         | حكومة محمد البشير |
| مظهر الويس                                  | 29 آذار 2025         | في المنصب            | حكومة أحمد الشرع |

## وصلات خارجية
- النظام الداخلي لوزارة العدل
- الموقع الرسمي للوزارة
- مجلس الوزراء السوري
- وزارات الدولة على بوابة الحكومة الإلكترونية السورية
- الوزارات والهيئات الحكومية على موقع مجلس الشعب السوري